# Urnatella gracilis
Urnatella gracilis is een soort in de taxonomische indeling van de kelkwormen (Entoprocta). De worm behoort tot het geslacht Urnatella en behoort tot de familie Barentsiidae. De wetenschappelijke naam van de soort werd voor het eerst geldig gepubliceerd in 1851 door Joseph Leidy.

## Verspreiding
Urnatella gracilis is een zoetwater-kokerworm die kan overleven in brakke wateren. Deze soort werd in 1851 voor het eerst beschreven vanaf de Schuylkill-rivier in de buurt van Philadelphia (Pennsylvania) en wordt verondersteld inheems te zijn in Oost-Noord-Amerika. Geïntroduceerde populaties zijn gemeld uit Californië, Oregon, Japan, Frankrijk, Duitsland, de Zwarte Zee, de Zee van Azov en Brazilië. Mogelijke vectoren zijn onder meer waterplanten en zoetwaterkanalen. Deze soort is te vinden op algen, stenen, twijgen en schelpen van weekdieren.